# Hungry Like the Wolf
Hungry Like the Wolf, singel av Duran Duran, utgiven 4 maj 1982. Det var den första singeln från det kommande albumet Rio och nådde 5:e plats på engelska singellistan. Videon som var inspirerad av filmen Jakten på den försvunna skatten spelades in på Sri Lanka och regisserades av Russell Mulcahy. Genom flitig visning på MTV bidrog den till framgången och att gruppen så småningom  slog igenom även i USA där låten blev en hit 1983.

## Låtlista
7" Singel (UK)
1. "Hungry Like the Wolf" (Single version) – 3:23
2. "Careless Memories" (Live version) – 4:11

12" Singel (UK)
1. "Hungry Like the Wolf" (Night version) – 5:14
2. "Careless Memories" (Live version) – 4:11

7" Singel (US, juni 1982)
1. "Hungry Like the Wolf" (Single  version) – 3:23
2. "Careless Memories" (Live version) – 4:11

7" Singel (US, december 1982)
1. "Hungry Like the Wolf" (US Album remix) – 4:11
2. "Hungry Like the Wolf" (Night Version) – 5:14

CD-singel 
(inkluderad i "Singles Box Set 1981-1985")
1. "Hungry Like the Wolf" (Single version) – 3:23
2. "Careless Memories" (Live version) – 4:11
3. "Hungry Like the Wolf" (Night version) – 5:14

## Listplaceringar
| Lista (1982)   | Topplacering |
| -------------- | ------------ |
| Nederländerna  | 50           |
| Nya Zeeland    | 4            |
| Storbritannien | 5            |

## Coverversioner
Den amerikanska rockgruppen Hole framförde låtens första vers och refrängen vid MTV Unplugged 1995, där frontfiguren Courtney Love presenterade den som "den bästa låt som någonsin skrivits". Denna version gavs ut på singeln "Doll Parts".

### Fotnoter
1. ↑  ”Listplacering”. http://dutchcharts.nl/showitem.asp?interpret=Duran+Duran&titel=Hungry+Like+The+Wolf&cat=s. Läst 10 september 2011.
2. ↑  ”Listplacering”. Arkiverad från originalet den 21 oktober 2012. https://web.archive.org/web/20121021191720/http://charts.org.nz/showitem.asp?interpret=Duran+Duran&titel=Hungry+Like+The+Wolf&cat=s. Läst 10 september 2011.
3. ↑  ”Listplacering”. Arkiverad från originalet den 25 maj 2012. https://archive.is/20120525165658/http://www.chartstats.com/release.php?release=9748. Läst 10 september 2011.